# Hercorhyncus
Hercorhyncus is een geslacht van uitgestorven weekdieren uit de klasse van de Gastropoda (slakken). Exemplaren van dit geslacht zijn slechts als fossiel bekend.

## Soort
- Hercorhyncus tippanus (Conrad, 1860) †